# گمشده در ژاپن
«گمشده در ژاپن» تک‌آهنگی از هنرمند اهل کانادا شان مندز است.